# NGC 721
NGC 721 je spirální galaxie s příčkou v souhvězdí Andromedy. Její zdánlivá jasnost je 13,3m a úhlová velikost 1,7′ × 1,0′. Je vzdálená 256 milionů světelných let. Galaxii objevil 27. srpna 1862 Heinrich Louis d’Arrest.